# Cantó de Pionçat
El cantó de Pionçat és un cantó francès del departament del Puèi Domat, situat al districte de Riam. Té 10 municipis i el cap és Pionçat.

## Municipis
- Bussières
- La Cellette
- Château-sur-Cher
- Pionçat
- Le Quartier
- Roche-d'Agoux
- Saint-Hilaire
- Saint-Maigner
- Saint-Maurice-près-Pionsat
- Vergheas

## Història
| Data d'elecció                           | Identitat       | Partit                     | Qualitat |
| ---------------------------------------- | --------------- | -------------------------- | -------- |
| 1961-1973                                | Camille Vacant  | SFIO, després PS           |          |
| 1973-1992                                | Jacques Paquet  | Divers droite, després UDF |          |
| 1992-1997                                | Edmond Vacant   | PS                         |          |
| 1997-2001                                | Pierre Maymat   | Divers droite              |          |
| 2001-2011                                | Michel Barrette | PS, després Divers gauche  |          |
| 2011-                                    | Laurent Dumas   | PS                         |          |
| les dades anteriors no són pas conegudes |                 |                            |          |
|                                          |                 |                            |          |

## Demografia
| 1962  | 1968  | 1975  | 1982  | 1990  | 1999  | 2007  |
| ----- | ----- | ----- | ----- | ----- | ----- | ----- |
| 3.548 | 3.921 | 3.558 | 3.241 | 2.778 | 2.517 | 2.564 |